# Dobai Sándor
Dobai Sándor (Kóny, 1927–) római katolikus pap, a Benelux államok magyar főlelkésze.

## Élete
Egy minisztériumi rendelet értelmében leventeként 1944. december 31-én a Győr vármegyei szülőfalujából gyalog Közép-Németországba terelték mintegy kétszáz magyar fiatallal együtt.
Észak-Németországban munkaszolgálatot teljesített. 1945. május 3-án hivatalosan is német hadifogságba esett, majd az angol-amerikai hadsereg hadifoglya lett. Belgiumban egy Brüsszel melletti gyűjtőtáborba került. 1946 februárjában a belga apostoli nunciatúra egyik megbízottja papnövendékeket keresett. Dobai ösztöndíjjal kezdte meg tanulmányait a szemináriumban, és flamand nevelőszülők gondoskodtak az ellátásáról.
1952. július 20-án szentelték pappá. Kétéves kápláni tevékenységét követően flamand vidékre került, és a 29 nemzetiségi csoportra oszló limburgi bányászoknak lett a lelkésze. 1956-ban, újra Liège-be került, mert novemberben és decemberben megérkeztek a magyar menekültek. Körülbelül hatezer menekült érkezett ekkor Belgiumba, s Dobai kapcsolatait felhasználva, rengeteg segítséget nyújtott nekik: lakást szerzett, munkát keresett, hiteles törvényszéki fordítóként fordításokat végezett a híveknek.
A Magyar Köztársaság Elnöke 2001. október 23-a alkalmából a Magyar Köztársasági Érdemrend tisztikeresztjével tüntette ki Dobai Sándort. 2007-ben az 1956-os Külhoni és Magyarországi Emlékbizottságok díszérmével tüntették ki 80. születésnapja alkalmából.
Jelenleg három országban, öt egyházmegyében dolgozik, mint a Benelux államok magyar főlelkésze. Összesen kilenc helyen misézik magyar, francia, és holland nyelven.